# Primorial
În matematică, primorialul unui număr natural {\displaystyle n} (se notează n#) este produsul tuturor numerelor prime mai mici sau egale cu {\displaystyle n}. Funcția primorială reprezintă un produs de prime, începând cu primul număr prim. A fost denumit astfel de inginerul și matematicianul american Harvey Dubner ca o analogie la numerele prime similar cu felul în care factorial este o analogie la factori.

## Definiție
Pentru al n-lea număr prim pn, primorialul pn# este definit ca produsul primelor n numere prime:
{\displaystyle p_{n}\#\equiv \prod _{k=1}^{n}p_{k}},
unde pk este al k-lea număr prim.
De exemplu, p5# semnifică produsul primelor 5 numere prime:
{\displaystyle p_{5}\#=2\times 3\times 5\times 7\times 11=2310.}

## Primele numere
Primele numere primoriale sunt:
1, 2, 6, 30, 210, 2310, 30030, 510510, 9699690, 223092870, 6469693230, 200560490130, 7420738134810, 304250263527210, 13082761331670030, 614889782588491410, 32589158477190044730, 1922760350154212639070, 117288381359406970983270, 7858321551080267055879090
Secvența conține p0# = 1 (prin convenție; sau justificat prin conceptul de produs nul - „empty product”).
| n  | n#      | pn        | pn#                         |
| -- | ------- | --------- | --------------------------- |
| 0  | 1       | nu există | 1                           |
| 1  | 1       | 2         | 2                           |
| 2  | 2       | 3         | 6                           |
| 3  | 6       | 5         | 30                          |
| 4  | 6       | 7         | 210                         |
| 5  | 30      | 11        | 2310                        |
| 6  | 30      | 13        | 30030                       |
| 7  | 210     | 17        | 510510                      |
| 8  | 210     | 19        | 9699690                     |
| 9  | 210     | 23        | 223092870                   |
| 10 | 210     | 29        | 6469693230                  |
| 11 | 2310    | 31        | 200560490130                |
| 12 | 2310    | 37        | 7420738134810               |
| 13 | 30030   | 41        | 304250263527210             |
| 14 | 30030   | 43        | 13082761331670030           |
| 15 | 30030   | 47        | 614889782588491410          |
| 16 | 30030   | 53        | 32589158477190044730        |
| 17 | 510510  | 59        | 1922760350154212639070      |
| 18 | 510510  | 61        | 117288381359406970983270    |
| 19 | 9699690 | 67        | 7858321551080267055879090   |
| 20 | 9699690 | 71        | 557940830126698960967415390 |

## Număr superprimorial
Un număr superprimorial este produsul primelor {\displaystyle n} numere primoriale: {\displaystyle f(n)} =1# {\displaystyle \times } 2# {\displaystyle \times } ... {\displaystyle \times } n#.
Primele 9 numere superprimoriale sunt:
1, 2, 12, 360, 75600, 174636000, 5244319080000, 2677277333530800000, 25968760179275365452000000.
{\displaystyle f(0)=1}  = 1
{\displaystyle f(1)=2} = 1 {\displaystyle \times } 2
{\displaystyle f(2)=12} = 1 {\displaystyle \times } 2 {\displaystyle \times } 6
{\displaystyle f(3)=360} = 1 {\displaystyle \times } 2 {\displaystyle \times } 6 {\displaystyle \times } 30
{\displaystyle f(4)=75600} = 1 {\displaystyle \times } 2 {\displaystyle \times } 6 {\displaystyle \times } 30  {\displaystyle \times } 210
{\displaystyle f(5)=174636000} = 1 {\displaystyle \times } 2 {\displaystyle \times } 6 {\displaystyle \times } 30  {\displaystyle \times } 210 {\displaystyle \times } 2310